# Schizothyra minuta
Schizothyra minuta är en svampart som beskrevs av Bat. & C.A.A. Costa 1957. Schizothyra minuta ingår i släktet Schizothyra, divisionen sporsäcksvampar och riket svampar.   Inga underarter finns listade i Catalogue of Life.